# Frane Perišin
Frane Perišin (Split, 13. srpnja 1960.) je hrvatski kazališni, televizijski i filmski glumac.

## Filmografija

### Televizijske uloge
- "Novine" kao Predrag Horvat (2018.)
- "Vatre ivanjske" kao Božo Magdić (2014. – 2015.)
- "Zora dubrovačka" kao Lovro Kordić (2013. – 2014.)
- "Nikol, povjerljivo" kao Tonči Zlatar (2012.)
- "Larin izbor" kao Tonči Zlatar (2011. – 2013.)
- "Stipe u gostima" kao Šunje (2009.)
- "Velo misto" kao Marinko (1981.)

### Filmske uloge
- "Robin Hood" kao tip kod zabave u palači (2018.)
- "Bella Biondina" kao Frane (2011.)
- "Onda vidim Tanju" (kratki film) kao tip kod Tanjinog oca (2010.)
- "Ljubavni život domobrana" kao general (2009.)
- "Vjerujem u anđele" kao kapetan (2009.)
- "Dubrovački škerac" (2001.)
- "Anđele moj dragi" kao MUP-ovac #2 (1996.)

### Sinkronizacija
- "Medvjedić Paddington" kao ujak Pastuzo (2014.)

## Vanjske poveznice
- Frane Perišin u internetskoj bazi filmova IMDb-u (engl.)
- Stranica na Kazalište-Dubrovnik.hr  Arhivirana inačica izvorne stranice od 7. ožujka 2011. (Wayback Machine)